# 人外さんの嫁
『人外さんの嫁』（じんがいさんのよめ）は八坂アキヲ・相川有による日本の漫画。一迅社のウェブコミック配信サイト『ゼロサムオンライン』にて2016年6月17日より2022年7月1日まで配信。相川が原作を、八坂が作画を担当している。
突如として謎の生物の妻に選ばれた主人公の青年を中心に、様々な人間と人外のカップルの日常が4コマ漫画で描かれる。
本編の未来を舞台とする外伝作品『人外さんの嫁 宵町の巫女』（じんがいさんのよめ よいまちのみこ）が一迅社の月刊誌『コミックZERO-SUM』にて2018年3月号から11月号まで連載された。

## あらすじ
神宮高校に通うごく普通の男子高校生・日ノ輪泊は、いつものように登校したある日、担任の先生に呼び出されると突然にカネノギさんと呼ばれる不思議な生き物の結婚相手に決まった事が告げられた。どういうわけか、神宮高校に来て部屋に通された後、結婚の希望をした後に学校の生徒写真をみて指名したのが日ノ輪であったらしく、日ノ輪は戸惑いを隠せないながらも婚姻届を出してから引っ越しをする。しかし、これを機に自分と同じ嫁仲間と出会いながら、カネノギさんとの穏やかで幸福な日々を過ごしていくことになる。

## 登場キャラクター
声はテレビアニメ版の声優。
日ノ輪 泊（ひのわ とまり）
声 - 山下大輝
身長 - 169cm
本作の主人公。北神宮高校1年B組に在籍する高校生。何の前触れもなくカネノギの妻になったと担任（声 - 森谷里美）から告げられ、カネノギと同棲することとなる。家事全般と美術が得意。当初は戸惑うことも多かったが、ともにカネノギと暮らしていく内にカネノギに惹かれていくようになる。高校卒業後は大学の教育学部へ進学し、カネノギとは別の学校に通っている。
カネノギ
体長 - 200cm
日ノ輪を嫁として指名した謎の生物。全長2メートルの巨体と日ノ輪が「魔性の毛並」と評するほど見事な毛並みが特徴。コンクリートが大好物。たまに缶も食べる。見た目に反して、走るスピードや跳躍力があり、3階に有る日ノ輪のクラスの教室を窓から覗き待機したり、高校の体育祭では玉入れ競争はスピードと正確性で活躍し、パン食い競争はぶっちぎりの1位であった（但し、パンではなく、大好物のコンクリートブロックにすり替えた）。日ノ輪達が高校を卒業してからは人外だけが通う学校に通うようになる。
火鞍川 曽良（ひくらかわ そら）
声 - 河西健吾
身長 - 173cm
日ノ輪の同級生。日ノ輪が嫁入りする半年前にフワ井の嫁となった。高校卒義後はニートになり、人外の学校に顔出しをするようになった。
フワ井（フワい）
体長 - 30cm
火鞍川の夫である手足の短い四足歩行の生物。ストレスで体毛が抜けやすいので、人に触られるのが苦手。背中に丸い禿げがある為、編み笠で隠してる。禿げを見た相手に毛が抜ける呪いをかける癖がある。草食であり、曽良曰く、フワ井が草を食べた所は外来種の植物が減り、その土地本来の固有種の植物が甦ってきているとのこと。高校の園芸部と交流があり、よく曽良に連れていって貰っている。カネノギ達と同様、高校を卒業してからは人外だけが通う学校に通うようになる。
木齋橋 壱屋（もくさいばし いちや）
声 - 八代拓
身長 - 183cm
日ノ輪の同級生。偶然見かけたツキツカに惚れて押しかけ同然で夫婦となった。元はクールな性格だったが、ツキツカを夫にして以降は冷静さを失いがち。ツキツカ曰く「鬼嫁」。
高校卒業後は人外だけが通う学校の用務員として働いている。
ツキツカ
身長 - 148cm（衣服、包帯からの計測による）
木齋橋の夫。実体がない為、包帯と緑色の体操ジャージで容姿を保っている。話すことは出来ないが、筆談が出来るので、常にスケッチブックと黒ペンを持っている。目と口は木齋橋が書いた落書き。木齋橋曰く「理想通りのタイプ」であるとの事。
木齋橋が高校生であった時は彼と同じ高校に通い、日ノ輪やカネノギ達と交流を深めており、卒業後はカネノギ達と同様、人外が通う学校に通うようになる。
土清世 徹司（つちきよせ てつじ）
声 - 白井悠介
身長 - 180cm
元北神宮高校生徒会長の大学生。北神宮高校生徒会長時代の時は、嫁の可愛さのあまり、生徒会長としての権限を何度か行使したことがある。人外の医者になるために大学で勉強に励んでいる。
六（ろく）・七（なな）
声 - 新井里美
身長 - 140cm
土清世の夫。単眼の双子が合体した人外であり、単眼であること以外は姿は人間の少女のような姿をしている。喋ることが出来ない人外が多い中、言葉を話すことができる数少ない人外でもある。読み書きに関しては小学生程度。役所からは「2人で1つの生物」として認められている。土清世の夫になってからはツキツカと同様、北神宮高校に通って、土清世が卒業してからはその後を次ぐ形で生徒会の一員を担っていた。高校を卒業してからはカネノギ達と共に人外だけが通う学校に入学している。
水小路 依（すいこうじ より）
身長 - 164cm
北神宮高校の生徒だったが、卒業してからは、水小路神社の巫女をつとめる。
当初は選ばれて結婚したことに対して不満があるように見せかけているが、自慢に思っている。
ラウヒェンエッカ—
体長 - 500cm（大蛇時）
白い大蛇の姿をした人外。
水小路神社の入り婿として入り、その姿を生かしてご神体としての一役をかっている。端麗な容姿の持ち主で、自然体に人助けを行うので常に人気がある。任意でツチノコのような小さいサイズにも変化できる。変温動物であるがゆえ、冬の間は冬眠する。
サニー赤沢（あかざわ）
体長 - 20cm（全長だと25cm、いずれも魚人時）
人魚の人外。本人いわく「ゆいしょただしい魚人」。
愛情に対して忠実な生き方をしている。
普段は金魚の姿をしているが、任意で人魚の姿に変化することも可能であり、この形態になっている時は多少なら水の外を移動する事も可能。また、ジャンルはかなり限定されるものの占いが得意である。六や七と同様、言葉を話せる。
日ノ輪泊を嫁に指名し、しばらくは日ノ輪とカネノギと同居していたが、多加月忍と出逢い、後に結婚した。また、日ノ輪達が卒業した後に何故か生徒会長を襲名することになった。ラウヒェンエッカー同様、冬は冬眠に入る。
多加月 忍（たかつき しのぶ）
僅か11歳にして飛び級して北神宮高校に入学した天才児。
六と七の強引な勧誘によって生徒会の一員となる。
入学当初に日ノ輪達と出会い、交流を深めていき、その流れで金魚の姿をしたサニーと出逢い、結ばれた。サニーとの関係は良好であり、サニーが冬眠している最中には涙を見せて寂しがったりする姿も見せている。
金之祇 尊（かねのぎ みこと）
身長 - 179cm
カネノギを好きな余り、ストーカー同然に追い掛けをする青年。戸籍上はカネノギの兄弟と言うことになっている。先述の通りカネノギの事が好きであるが、あまりにその想いが強いために直視することがかなわない。
カネノギの影響か、ふわふわとした白い物を好んでいる。路上でカネノギを見ることに生き甲斐を見出だしているが、気温や天候等に気を配らずに行うため、天候や気温によっては体調を崩す事もしばしば。高校卒業後は大学に進学、薬学部に通うが、カネノギの追い掛けは相変わらずであり、後に卒業した日ノ輪が同じ大学を通うようになってからは、度々行動を共にすることも増えてきている。また、カネノギと離れて学校に行くことに慣れておらず、意気消沈する日ノ輪を気に掛ける様子を見せるなど面倒見の良さも垣間見せている。因みに土清世も同じ大学に通っているため、顔見知りとなっている。
夜之介（よのすけ）
年齢 - 推定200歳
カネノギ達、人外が通う裏神宮學園で教師をしている青年。黒、茶、白の三色に分かれた髪の毛に猫の耳、黒いローブに明治から大正時代の学生服を彷彿させるような和装と洋装を取り合わせた服装が特徴であり、本人いわく元々は普通の猫であったようで、自らも人外である事を認めている。また、任意で猫の姿に戻ることも出来る。
よく六と七からは「ゆるい」と言われる程、のんきな一面がある。

## 書誌情報
- 八坂アキヲ・相川有『人外さんの嫁』一迅社〈ZERO-SUMコミックス〉、全14巻
  1. 2016年9月24日発売[6]、ISBN 978-4-7580-3230-8
  2. 2017年1月25日発売[7]、ISBN 978-4-7580-3256-8
  3. 2017年7月25日発売[8]、ISBN 978-4-7580-3302-2
  4. 2018年1月25日発売[9][10]、ISBN 978-4-7580-3329-9 / ISBN 978-4-7580-3330-5（特装版）
  5. 2018年6月25日発売[11][12]、ISBN 978-4-7580-3356-5 / ISBN 978-4-7580-3357-2（特装版）
  6. 2018年9月25日発売[13]、ISBN 978-4-7580-3388-6
  7. 2018年12月25日発売[14]、ISBN 978-4-7580-3407-4
  8. 2019年5月25日発売[15][16]、ISBN 978-4-7580-3437-1 / ISBN 978-4-7580-3438-8（特装版）
  9. 2020年1月27日発売[17]、ISBN 978-4-7580-3487-6
  10. 2020年6月25日発売[18][19]、ISBN 978-4-7580-3522-4 / ISBN 978-4-7580-3523-1（特装版）
  11. 2020年12月24日発売[20]、ISBN 978-4-7580-3570-5
  12. 2021年5月25日発売[21]、ISBN 978-4-7580-3610-8
  13. 2021年11月25日発売[22]、ISBN 978-4-7580-3677-1
  14. 2022年7月25日発売[23]、ISBN 978-4-7580-3766-2
- 八坂アキヲ・相川有『人外さんの嫁はいない』一迅社〈ZERO-SUMコミックス〉、2018年10月25日発売[24]、ISBN 978-4-7580-3397-8
- 八坂アキヲ・相川有『人外さんの嫁 宵町の巫女』一迅社〈ZERO-SUMコミックス〉、2018年11月24日発売、ISBN 978-4-7580-3404-3

## テレビアニメ
2018年10月から12月までTOKYO MXほかにて5分枠の短編アニメとして放送された。

### スタッフ
- 原作 - 八坂アキヲ・相川有[5]
- 総監督・音響監督 - ひらさわひさよし[5]
- チーフ演出 - 柴田匠[5]
- シリーズ構成・脚本 - WORDS in STEREO[5]
- キャラクターデザイン - 伊集院いづろ[5]
- プロップデザイン - 瀧澤茉夕
- 総作画監督 - 早坂皐月
- 美術監督・美術設定 - 青山央和[5]
- 色彩設計・色指定・仕上検査 - 入江千尋[5]
- 撮影監督 - 林幸司[5]
- オフライン編集 - 櫻井崇[5]
- 音楽 - 宮原康平[5]
- 音楽制作 - MAGES.[5]
- 音楽プロデューサー - 高井麗
- チーフプロデューサー - 熊谷拓登
- プロデューサー - 本間由香里、齋藤宙央、関家一樹、長澤秀尚、市井美帆、下里悟
- アニメーションプロデューサー - 藤川仁志
- アニメーション制作 - サエッタ[5]
- 製作 - 人外さんの嫁製作委員会

### 主題歌
「Happy Life Spectacle」
Hi!Superbによる主題歌。作詞・作曲は永塚健登、編曲は楊慶豪。

### 各話リスト
| 話数   | サブタイトル           | コンテ・演出     | 作画監督                   |
| ------ | ---------------------- | ---------------- | -------------------------- |
| 第1話  | 人外さんの嫁           | 柴田匠           | 早坂皐月                   |
| 第2話  | 入籍しました           | 柴田匠           | 野道佳代                   |
| 第3話  | クラスメイトと嫁       | 東亮佑           | 鶴田愛                     |
| 第4話  | 転校生と嫁             | クボたろう       | 瀧澤茉夕                   |
| 第5話  | 溺れる日々             | つしまゆりか     | つしまゆりか               |
| 第6話  | 指輪の交換             | オータカイチロー | 野道佳代                   |
| 第7話  | 初めての夏休み         | 柴田匠           | 鶴田愛                     |
| 第8話  | 運動会                 | 東亮佑           | 瀧澤茉夕                   |
| 第9話  | 風邪と嫁               | つしまゆりか     | つしまゆりか               |
| 第10話 | それぞれのホワイトデー | クボたろう       | 瀧澤茉夕                   |
| 第11話 | 1st Anniversary        | 東亮佑           | 吉田潤 野道佳代            |
| 第12話 | 想い、ずっと、一緒     | 柴田匠           | 鶴田愛 福井かおり 平山友理 |

### 放送局
| 放送期間                 | 放送時間               | 放送局 | 対象地域 | 備考                        |
| ------------------------ | ---------------------- | ------ | -------- | --------------------------- |
| 2018年10月3日 - 12月19日 | 水曜 1:00 - 1:05       | 東京都 | TOKYO MX | 製作参加                    |
|                          | 水曜 23:40 - 23:45     | AT-X   | 日本全域 | リピート放送あり            |
| 2018年10月9日 - 12月25日 | 火曜 23:55 - 水曜 0:00 | BSフジ | 日本全域 | BS放送 / 『アニメギルド』枠 |

| 配信開始日     | 配信時間         | 配信サイト |
| -------------- | ---------------- | --- |
| 2018年10月3日  | 水曜 1:00 更新   | dアニメストア |
| 2018年10月10日 | 水曜 0:00 更新   | GYAO! ニコニコチャンネル |
|                | 水曜 12:00 更新  | あにてれ ひかりTV FOD バンダイチャンネル Amazonビデオ J:COMオンデマンド ビデオパス Rakuten TV ビデオマーケット DMM動画 HAPPY!動画 ムービーフルplus |
| 2018年10月11日 | 木曜 2:45 - 2:50 | AbemaTV |